# 君が好きだから
君が好きだから（きみがすきだから）は、日本の女性歌手、観月ありさの6枚目のシングル。

## 解説
- 自身が主演したフジテレビ系ドラマ『じゃじゃ馬ならし』の主題歌。
- 前作に引き続き、呉田軽穂こと松任谷由実が楽曲を提供。
- 累計17万枚超え。
- 葉月里緒奈が95年発売のアルバム『里緒菜』でカヴァーしている。

## 収録曲
1. 君が好きだから
作詞：田口俊　作曲：呉田軽穂　編曲：大村雅朗
フジテレビ系ドラマ「じゃじゃ馬ならし」主題歌。
2. 唄ってあげたい
作詞：朝水彼方　作曲：松本俊明　編曲：亀田誠治
3. 君が好きだから（オリジナル・カラオケ）

## 収録アルバム
- FIORE-ARISA COLLECTION-
- REMIX ALBUM KAN-JUICE (TALKING TOOLBOX MIX)
- HISTORY～ALISA MIZUKI COMPLETE SINGLE COLLECTION～
- VINGT-CINQ ANS